# Tevkri
Tevkri (egipčansko Tjeker) so bili eno od Ljudstev z morja.
Znani so predvsem iz Zgodbe o Unamonu, vendar so bili omenjeni že pred tem. Na reliefih v Medinet Habuju so opisani kot napadalci, ki jih je faraon Ramzes III. porazil v 5., 8. in 12. letu svojega vladanja. Domneva se, da so v 12. stoletju pr. n. št. majhno mesto Dor v Kanaanu razvili v veliko utrjeno pristanišče.

## Poreklo
Poreklo Tevkrov in drugih Ljudstev z morja je negotovo. Njihovo ime je izpeljano iz egipčanskega tkr ali skl, ki se črkujeta kot Tjekru, Sikil, Djekker, Sical, in drugače. Etimologija imena je težavna, zato so sodobni znanstveniki poskušali povezati njihovo ime z znanimi zemljepisnimi imeni.  Flinders Petrie je njihov etnonim povezal z imenom mesta Zakros v vzhodni Kreti. Njegovo hipotezo so sprejeli tudi nekateri sodobni znanstveniki. Tevkri so morda istovetni s Teukri, ki so v starih virih opisani kot prebivalci severozahodne Anatolije do južno od Troje. Slednje ima Trevor Bryce za čisto špekulacijo.

## Mesto Dor
Tevkri so morda osvojili mesto Dor na sredozemski obali Kanaana blizu sodobne Haife in ga pretvorili v veliko in dobro utrjeno pristanišče. Središče kraljestva Tevkrov je bilo mesto, označeno kot Dor XII in arheološko dokazano na severni Šaronski ravnici. Mesto je cvetelo v obdobju od 1150 do 1050 pr. n. št., potem pa je bilo nasilno uničeno. Čas je zgradbe iz blatnih zidakov pretvoril v debelo plast prahu in kršja. Ephraim Stern povezuje uničenje mesta s širjenjem Feničanov.  
Tevkri so morda eno od samo nekaj Ljudstev z morja z znanimi imeni vladarjev. Egipčanski svečenik Venamun omenja, da se je vladar Dora imenoval Beder. Po Edwardu Lipinskem so bili Sikali (Tevkri) pomorščaki ali vojaški najemniki, b3-dỉ-r (beder) pa je bil naziv lokalnega guvernerja, delegata kralja Tira.
Po Venamunovi zgodbi Tevkri niso več omenjeni. 